# Upogebione tropica
Upogebione tropica är en kräftdjursart som först beskrevs av Lemos de Castro och Brasil Lima 1975A.  Upogebione tropica ingår i släktet Upogebione och familjen Bopyridae. Inga underarter finns listade i Catalogue of Life.